# 라인미어 아오모리
라인미어 아오모리(ラインメール青森, Rainmēru Aomori)는 일본 아오모리현의 현청 소재지인 아오모리를 연고로 하는 일본 풋볼 리그 소속 축구 클럽으로 팀 색상은 파란색이며 팀명인 라인미어는 독일어로 각각 '맑은'이라는 뜻의 Rein과 '바다'란 뜻의 Meer의 합성어이다.

## 역사
1995년 창단한 뒤 2008 시즌에 아오모리현 퍼스트 디비전에서 우승을 차지한 이후 차기 시즌 도호쿠 사커 리그 디비전 2에 진입했고 2012 시즌과 2014 시즌 TSL 디비전 2 3위, 2013 시즌 TSL 디비전 2 우승을 거머쥐었다.
이후 2015 시즌 TSL 디비전 2 북부지구에서 우승을 차지하면서 차기 시즌 일본 풋볼 리그 진입을 이뤄낸 후 현재까지도 JFL에 꾸준히 참가하고 있으며 이 가운데 2017 시즌 준우승을 차지하며 라인미어 아오모리 구단 역사상 JFL 역대 최고 성적을 거두었다.

## 선수 명단

### 현역
참고: FIFA 자격 규정에 따라 소속된 국가대표팀 국기를 표시합니다. 선수는 복수의 FIFA 비회원국 국적을 가지고 있을 수 있습니다.
| 번호 | 포지션 | 국적 | 이름 |
| ---- | ------ | ---- | ---- |
| 10   | FW     |      | 베사 |

| 번호 | 포지션 | 국적 | 이름       |
| ---- | ------ | ---- | ---------- |
| 39   | FW     |      | 비니시우스 |

## 역대 감독
| 감독            | 임기        |
| --------------- | ----------- |
| 모치즈키 다쓰야 | 2018 ~ 2020 |